# Ynys Enlli
Ynys Enlli (Engels: Bardsey Island) is een eilandje van het Verenigd Koninkrijk. Het hoort bij Wales en is 3,1 kilometer verwijderd van de punt van het Welshe schiereiland Llyn.
Bardsey is 2,5 kilometer lang en op zijn breedste punt een kilometer breed. Het gebied is zo'n 180 hectare groot. Het hoogste punt is Mynydd Enlli met 167 meter hoogte. In 1979 werd het eiland verkocht door de Bardsey Island Trust. In de 6e eeuw werden er veel kloosters gebouwd en kwamen er steeds meer keltische monniken. Het eiland was het centrale punt voor het Keltisch christendom.
De vuurtoren uit 1821 is 30 meter hoog en daarmee de hoogste vierkante vuurtoren van het Verenigd Koninkrijk.
Eind 19e en begin 20e eeuw woonden er ongeveer honderd mensen op het eiland. In 1925 trokken velen naar het vasteland.
Op het eiland zijn veel (20.000?) heiligen begraven en hier staat ook een groot kruis.